# 장룡식
장룡식(張龍植, 1954년 6월 8일 ~ )은 조선민주주의인민공화국의 지휘자 겸 작곡.편곡자이다.장룡식은 현재 조선국립교향악단의 수석 지휘자 및 조선인민군공훈국가합창단에서 단장 겸 수석 지휘자로 활동하고 있다.  장룡식은 지휘 외에 작곡도 전공하여 보천보전자악단과 만수대예술단에서 지휘자 겸 작곡가 및 편곡가로 활동하던 인물로 알려져 있으며 현재는 조선국립교향악단의 수석 지휘자 및 조선인민군공훈국가합창단의 수석 지휘자 겸 단장 직책을 수행하고 있다.
장룡식은 북한 조선국립교향악단 음악창작과 음악형상수준을 새로운 경지에 올린 관록있는 지휘자로 북한 내에서 유명한 인물이다.또한 조선국립교향악단 수석 지휘자로 부임한 뒤에도 장룡식은 기존의 관현악곡들 외에 자신이 직접 편곡,창작한 성악.기악 및 교향악 작품들을 계속 무대에 올리고 있었다. 이후 기존 조선국립교향악단 수석지휘자를 비롯해서 조선인민군공훈국가합창단의 단장 겸 수석지휘자로 겸직중이다

## 생애
1954년- 평안북도 신의주시에서 출생하여 음악가인 아버지와 어머니에게서 조기음악교육을 받았다.
1965년- 평양음악대학(현재 김원균명칭 음악종합대학)에서 피아노와 타악기,작곡교육을 받았다.
1977년~ 1982년- 러시아에 유학하였다.
1983년- 유학에서 귀국 이후 만수대예술단 및 보천보전자악단에서 지휘를 맡았다.
2007년- 조선국립교향악단 수석 지휘자를 김병화 (1936년)에게 인계받를 받음과 동시에 인민예술가 칭호를 수여받았으며 같은해에는 자신이 편곡한 관현악곡과 새롭게 창작한 창작곡들을 중심으로 조선민주주의인민공화국에서 기악작품 최초로 조선국립교향악단을 지휘해 조선국립교향악단 상주 공연장인 모란봉극장에서 개인 공연인 개인 창작 음악회(인민예술가 장룡식 창작음악회)를 김정일 앞에서 개최해 화제가 되었다.
2012년 2월 1일- 드물게도 합창단 지휘자로는 거의 출연하지 장룡식이 소장 계급의 백색 정복 차림으로 무대에 섰는데 김정은이 주관한 제4차 당세포비서대회에 맞춰 모란봉악단과 조선인민군공훈국가합창단 및 조선인민군협주단과 합동 공연을 개최했고, 장룡식이 지휘대를 잡았으며 모란봉악단과 조선인민군공훈국가합창단, 조선인민군협주단 레퍼토리의 편곡도 전담했다.
현재는 조선인민군공훈국가합창단의 단장 겸 수석지휘자 겸 조선국립교향악단의 수석 지휘자로 겸직하고 있다. 2015년 조선로동당 3층 서기실 예술담당으로 근무하였다.